# Kotva (obchodní dům)
Kotva je obchodní dům v Praze na staroměstské straně náměstí Republiky. Pojmenován je podle sousední starší budovy. Od roku 2019 je budova kulturní památkou.

## Historie

### Původní zástavba
Na místě obchodního domu stával románský kostel svatého Benedikta. U něho byla před polovinou 13. století přistavěna komenda pražských německých rytířů, která měla pevnostní charakter a souvisela se současně vybudovaným staroměstským opevněním. Strahovští premonstráti zde v 17. století zřídili vysokoškolský areál Norbertinum a také barokně přebudovali kostel dle plánů Domenika Orsiho, nově zasvěcený sv. Norbertovi. Kostel byl zbourán na konci 18. století kvůli výstavbě Novoměstského ústavu šlechtičen. Kvůli výstavbě obchodního domu byly zbourány některé cenné domy z 19. a počátku 20. století a zejména zničeno archeologicky významné území, které z časových důvodů nemohlo být dostatečně prozkoumáno.

### Stavba
Kotva vznikla mezi lety 1970 a 1975 podle návrhu českých architektů manželů Věry Machoninové a Vladimíra Machonina. Postavena byla švédskou stavební společností SIAB, což bylo na tehdejší dobu velmi neobvyklé. Půdorys tvoří mnoho šestihranů, které jsou vzájemně propojené. Kotva má pět nadzemních pater, vzájemně propojených celkem deseti eskalátory (dvě šachty po pěti eskalátorech) a zhruba stejný počet podzemních, sloužících jako garáže a supermarket. Prodejní plocha obchodního domu Kotva byla v době otevření 22 160 m² a 75 000 zákazníků denně mělo obsloužit 2000 zaměstnanců.
Obchodní dům Kotva byl otevřen 10. února 1975. Po svém otevření se měla stát symbolem hojnosti a bohatství socialismu, byla největším obchodním domem v tehdejším Československu. Ani jí se však nevyhnuly problémy se zásobováním, což právě ukázalo slabost celého hospodářství země.

### Po roce 1989
Do 90. let zde byly zastoupeny všechny druhy zboží téměř rovnoměrně, po této době se však začala více zabývat oblečením a módním zbožím. Kotva se po roce 1989 potýkala s nedostatečným zájmem o pronájem obchodních ploch, v některých patrech zůstávaly volné prodejní plochy.

#### Prohlášení památkou
Historik architektury Rostislav Švácha v roce 2007 navrhl ministerstvu kultury prohlásit stavbu za kulturní památku, protože reprezentuje na vysoké úrovni českou architekturu první poloviny sedmdesátých let a její výtvarné i konstrukční pojetí se svébytně vyrovnává s podněty několika směrů v poválečné světové architektuře. Obdobný architektonický ráz začal používat před druhou světovou válkou Frank Lloyd Wright. Při prvním podnětu z roku 2007 ministerstvo obchodní dům za památku prohlásit odmítlo.
Řízení ohledně prohlášení Kotvy kulturní památkou bylo zahájeno v září 2016, od téhož roku 2016 je Kotva ve vlastnictví Pražské správy nemovitostí miliardáře Václava Skaly. Obchodní dům byl prohlášen kulturní památkou po dvou letech, na podzim roku 2018, majitel však namítl, že byl jako nový vlastník při řízení opomenut a podal proti tomuto rozhodnutí rozklad. Ministr kultury Antonín Staněk jako odvolací orgán rozhodnutí zrušil, protože v průběhu prvoinstančního řízení se změnil vlastník a předešlý vlastník opomněl svoji zákonnou povinnost informovat ministerstvo o změně vlastnictví: oba vlastníci měli stejného zástupce, ale ten neoznámil, že již zastupuje jiného vlastníka, a nový vlastník podal rozklad s tím, že byl opomenut.
Podle zprávy z 11. dubna 2019 ministerstvo kultury prohlásilo dům za kulturní památku podruhé, přičemž právní moci by rozhodnutí mohlo nabýt asi měsíc poté. Nikdo proti prohlášení tentokrát rozklad nepodal. Památkový katalog uvádí účinnost památkové ochrany od 30. dubna 2019.

#### Rekonstrukce
V roce 2025 začíná celková revitalizace Kotvy, dokončení je plánováno na poslední čtvrtletí roku 2027. Představena bude budova, která se stane symbolem technologické inovace a energetické úspornosti a zároveň zachová její architektonický význam.
Kompletní rekonstrukci realizuje společnost Generali Real Estate, člen skupiny Generali, v úzké spolupráci s původní architektkou, její dcerou Pavlou Kordovskou i Národním památkovým ústavem. Projekt zahrnuje modernizaci interiérů a rozšíření funkčního využití objektu. V části objektu budou místo obchodů kanceláře. Klíčovou součástí projektu Kotva je i revitalizace veřejného prostoru včetně náměstí kolem této významné budovy.

## Vlastník
Mezi roky 2016 až 2020 budovu vlastnila firma První nemovitostní, a. s., člen skupiny PSN. Na jaře 2020 ji koupila společnost Generali Real Estate, dle ČTK se cena pohybovala kolem čtyř miliard korun.

## Galerie

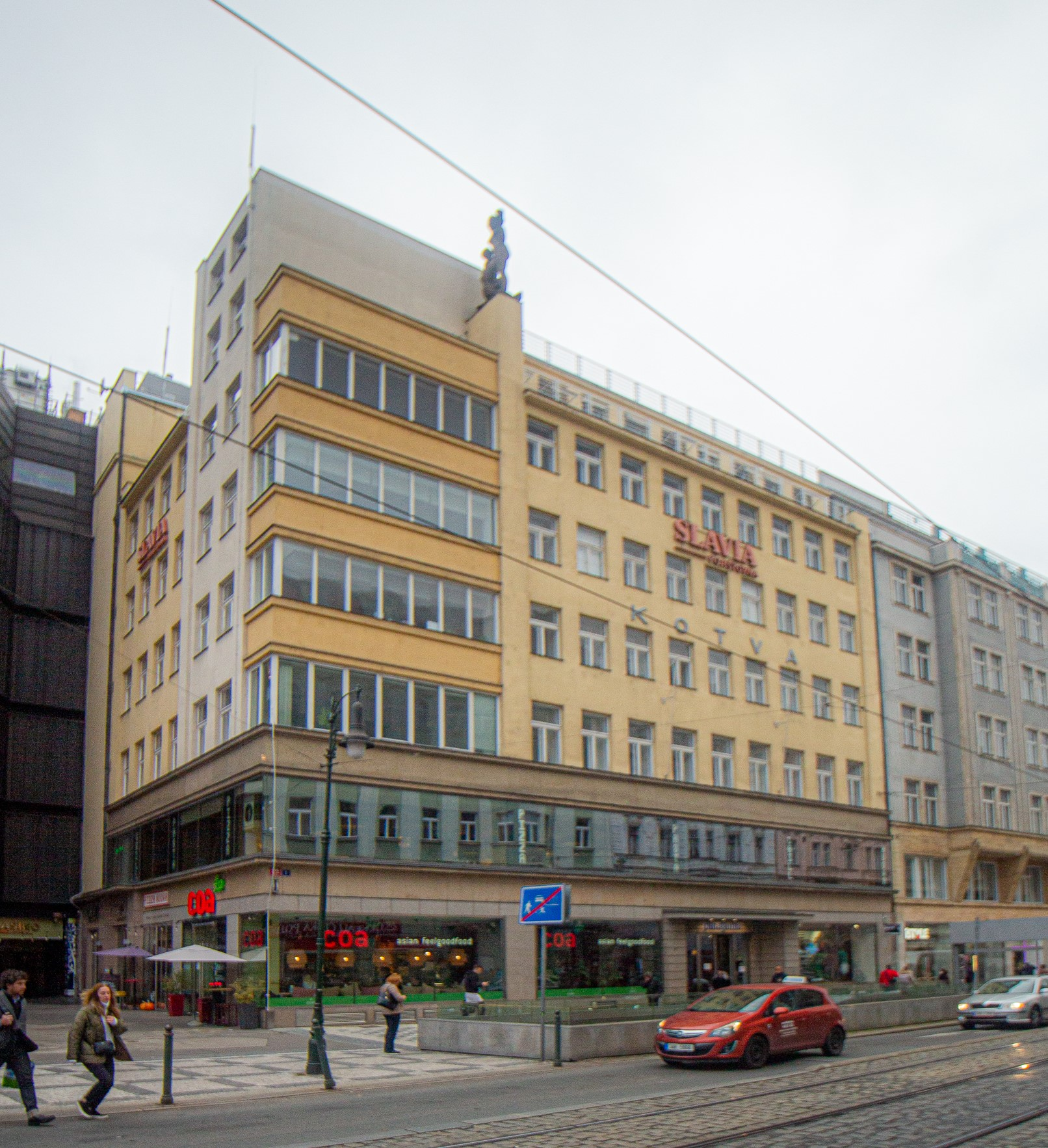
Palác Kotva z roku 1928 vedle obchodního domu Kotva
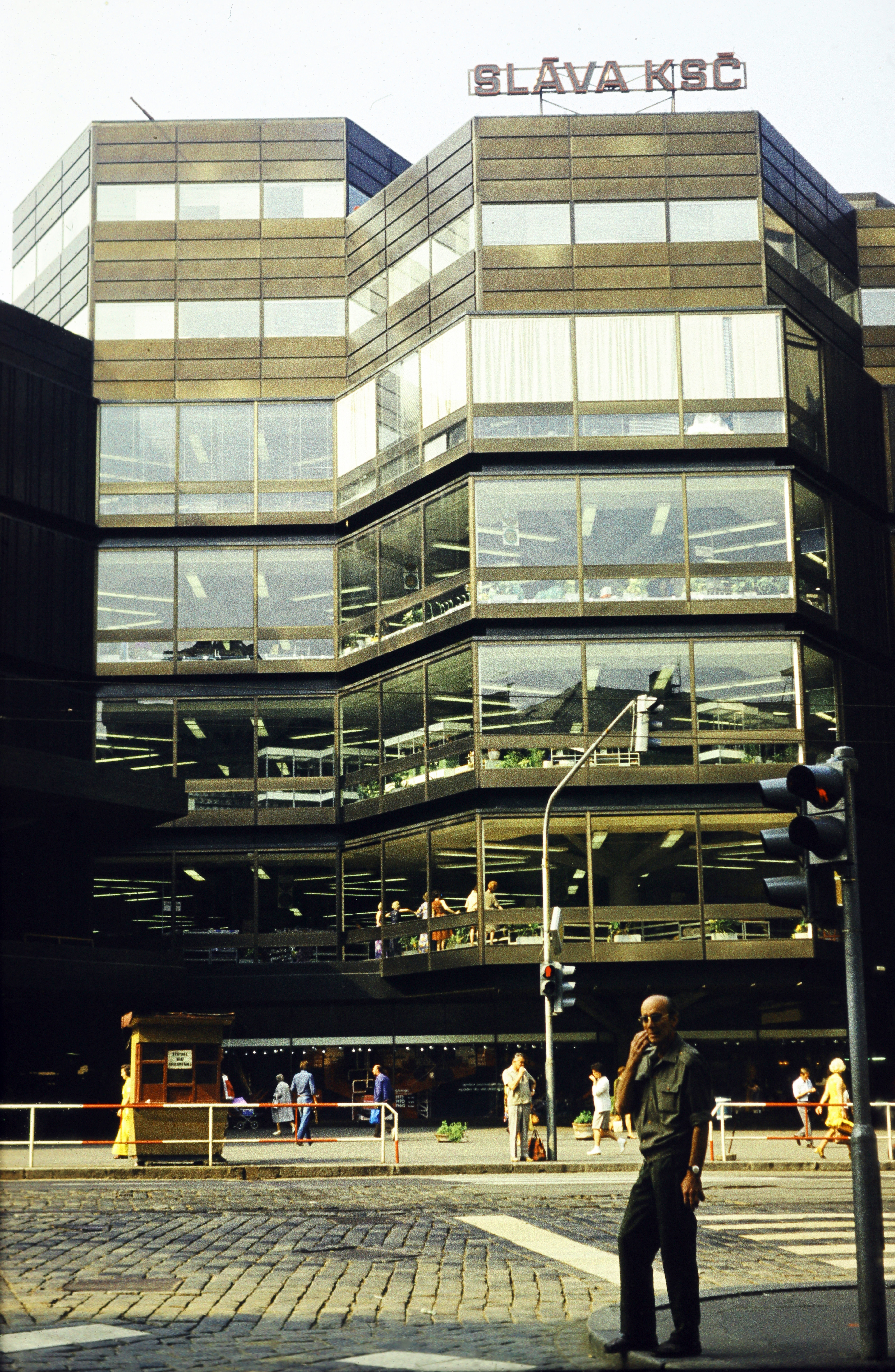
Obchodní dům Kotva v roce 1974
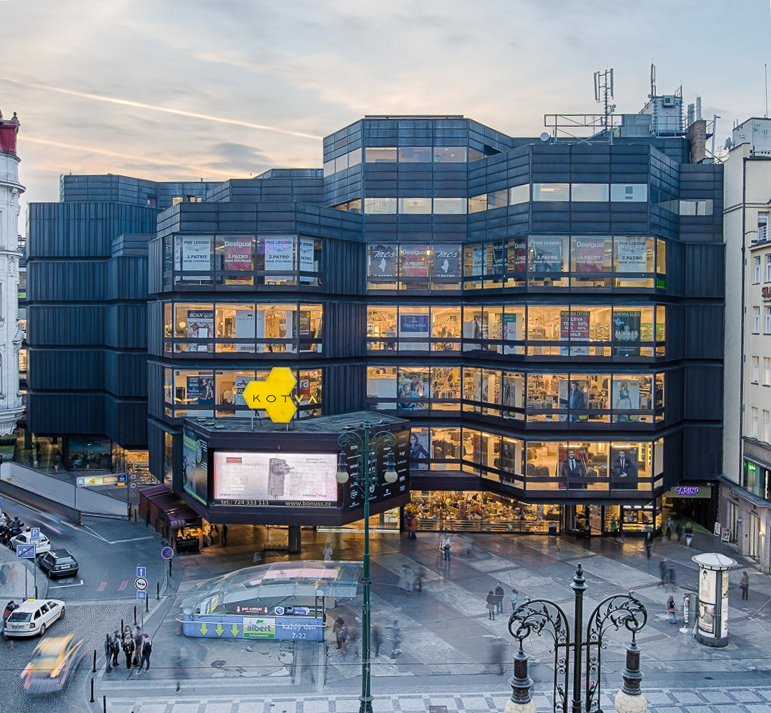
Obchodní dům Kotva
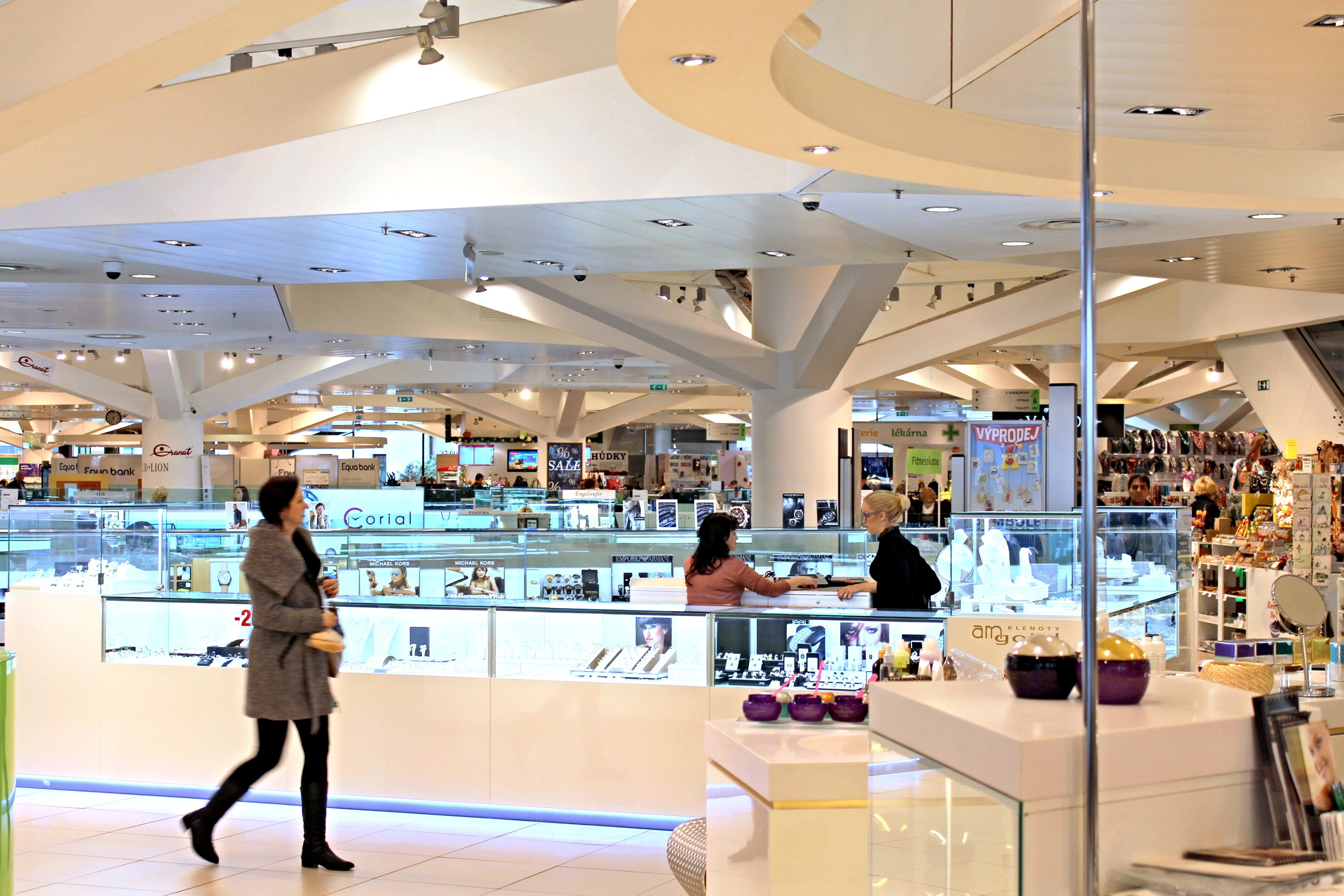
Dolní podlaží obchodního domu v roce 2016